# Де Соуза Ногейра, Уго
У́го де Со́уза Ноге́йра (порт.-браз. Hugo de Souza Nogueira; родился 31 января 1999, Дуки-ди-Кашиас) — бразильский футболист, вратарь клуба «Коринтианс».

## Клубная карьера
Начал футбольную карьеру в академии «Фламенго» в десятилетнем возрасте 10 лет. В составе молодёжной команды «Фламенго» дважды выигрывал Молодёжный кубок Сан-Паулу (в 2016 и 2018 году).
27 сентября 2020 года дебютировал в основном составе «Фламенго» в матче бразильской Серии A против «Палмейрас» и был признан лучшим игроком матча. Перед началом сезона в бразильской Серии A он был лишь четвёртым вратарём «Фламенго», но из-за вспышки COVID-19 в команде получил шанс в основном составе. Всего в том сезоне Уго провёл за команду 23 матча в бразильской Серии A и помог «Фламенго» завоевать чемпионский титул.

## Карьера в сборной
17 августа 2018 года главный тренер сборной Бразилии Тите включил Уго Созу в расширенный список игроков для участия в товарищеских матчах против сборных США и Сальвадора. Однако Уго не вышел на поле в этих матчах.

## Достижения
- Чемпион штата Рио-де-Жанейро (2): 2020 (не играл), 2021
- Чемпион Бразилии: 2020
- Обладатель Суперкубка Бразилии: 2021 (не играл)
- Финалист Кубка Либертадорес: 2021